# Gesellschaft bürgerlichen Rechts mit beschränkter Haftung
Bei einer Gesellschaft bürgerlichen Rechts mit beschränkter Haftung (GbR mbH) soll nach dem Willen der Gesellschafter die Haftung auf das Gesellschaftsvermögen beschränkt sein. 

## Rechtshistorischer Hintergrund
In der gesellschaftsrechtlichen Literatur sowie in der Rechtsprechung war überaus streitig, inwieweit die BGB-Gesellschaft (§§ 705 ff. BGB) einer rechtsfähigen juristischen Person angenähert ist.
Während es in anderen Ländern eine äquivalente Gesellschaftsform gab, z. B. in den USA die Limited Liability Company (LLC) war in Deutschland lange umstritten, ob die Gründung einer Personengesellschaft mit beschränkter Haftung (GbR mbH) zulässig sei. Während Befürworter sich auf die Vereinigungs- und Vertragsfreiheit beriefen, wendeten Kritiker ein, dass so die Bestimmungen zum Mindestkapital bei der Gesellschaft mit beschränkter Haftung umgangen würden und eine vertragliche Einschränkung zwingender Haftungsbestimmungen nicht möglich sei; der Gesellschaftsvertrag sei ein Vertrag zu Lasten Dritter.
Seit 1999 ist höchstrichterlich entschieden, dass der Zusatz "mbH" keine Wirkung hat und die GbR mbH haftungsrechtlich wie die Gesellschaft bürgerlichen Rechts behandelt wird. Der Bundesgerichtshof verneinte, dass – ebenso wenig wie das Auftreten für eine Vor-GmbH als "GmbH" oder "GmbH i. G." – der bloße Namenszusatz die Haftung einseitig beschränken könne, sondern nur eine individualvertragliche Vereinbarung mit der Vertragsgegenseite. Seitdem hat die GbR mbH in Deutschland keine praktische Bedeutung mehr.

## Auffassung der Rechtswissenschaft
Mittlerweile wird auch in der Rechtswissenschaft die Auffassung vertreten, der Firmenzusatz „mbH“ sei irreführend und damit unzulässig, da er die Beteiligung von wenigstens einer GmbH suggeriere.

## Alternativen
Ersatzweise wurde oft auf ausländische Gesellschaftsformen zurückgegriffen, wobei früher die britische Limited (Ltd.) aufgrund des geringen notwendigen Startkapitals von 1 £ besonders beliebt war. Aufgrund der Niederlassungsfreiheit in der Europäischen Union konnten und können mit der Ltd. auch Zweigstellen in Deutschland gegründet werden, wobei die Haftungsbeschränkung aufgrund europarechtlicher Regelungen auch in Deutschland anerkannt werden muss.
Seit 1. November 2008 gibt es in Deutschland die Unternehmergesellschaft (UG), die die Gründung einer haftungsbeschränkten Gesellschaft praktisch ohne Mindestkapital (nur 1 € bei der UG) ermöglicht.